# ヴァンデミエール (フリゲート)
ヴァンデミエール（フランス語：Vendémiaire, F 734）は、フランス海軍のフロレアル級フリゲート5番艦。艦名はフランス革命暦の葡萄月に由来する。

## 艦歴
「ヴァンデミエール」は、アルストム＝アトランティーク造船所で建造され1992年1月17日に起工、1992年8月23日に進水、1993年10月21日に就役する。
1994年7月20日にタイアラプ＝エスト（fr:Taiarapu-Est）と命名都市の関係を結ぶ。「ヴァンデミエール」はヌーメアに配備され海外領土や経済水域の警備を主任務とし海洋における諸任務に当たる。
1999年にはタイや東ティモールなど東南アジア諸国を、2000年には東南アジアと東アジア諸国を訪問する。この際の同年12月4日に沖縄を訪問し、約150年前に同地で死亡した2名のフランス水兵の墓を慰霊のために訪れた。2002年から2003年にかけて不朽の自由作戦のため3ヶ月間に渡りペルシャ湾に展開した。2004年には東アジア諸国を訪問し多国間海軍演習にも参加する。2005年にも東・東南アジア諸国を訪問する。2007年にも東アジア諸国を訪問し、10月には日本の横須賀港、仙台港、稚内を訪問、特に稚内ではラ・ペルーズの記念碑除幕式に参列する。2009年にも東アジア諸国を訪問する。
2012年2月27日に九州北西海域にて日米仏親善訓練に参加する。
2013年5月には呉港に寄港。
2015年10月には平成27年度海上自衛隊観艦式に参加するため来日、艦内の一般公開も行なった。
2018年2月8日に晴海ふ頭に寄港、2月10日に艦内の一般公開も行なった。。
2019年3月8日には、北朝鮮による瀬取りの警戒監視活動にフランス軍も参加することが発表された。まず3月中旬に哨戒機ファルコン200が在日米軍嘉手納飛行場に派遣され、続いて本艦が同年春から東シナ海周辺海域で監視活動に入る予定である。